# Sina-1
Sina-1 (en Persan « Explorateur de connaissance») est le premier satellite artificiel iranien. Il a été placé sur une orbite héliosynchrone par un lanceur russe Cosmos-3M le 27 octobre 2005 décollant du cosmodrome de Plessetsk (Russie). Cet engin de construction russe avait une masse de 150 kg disposait de deux caméras de résolution moyenne. Sa mission s'est achevée à une date indéterminée.

## Caractéristiques techniques
Sina-1 est un satellite d'observation de la Terre expérimental d'une masse de 150 kilogrammes et de forme cubique construit par la société aérospatiale russe Polyot. Il utilise une plateforme Sterkh également utilisée par certains satellites Orbcomm. L'énergie est fournie par quatre panneaux solaires. La charge utile comprend une caméra ayant une résolution spatiale de 50 mètres en mode panchromatique avec une fauchée de 50 mètres et une caméra hyperspectrale avec une résolution spatiale de 250 mètres et une fauchée de 500 km,.